# Ślimaki lądowe w kuchni

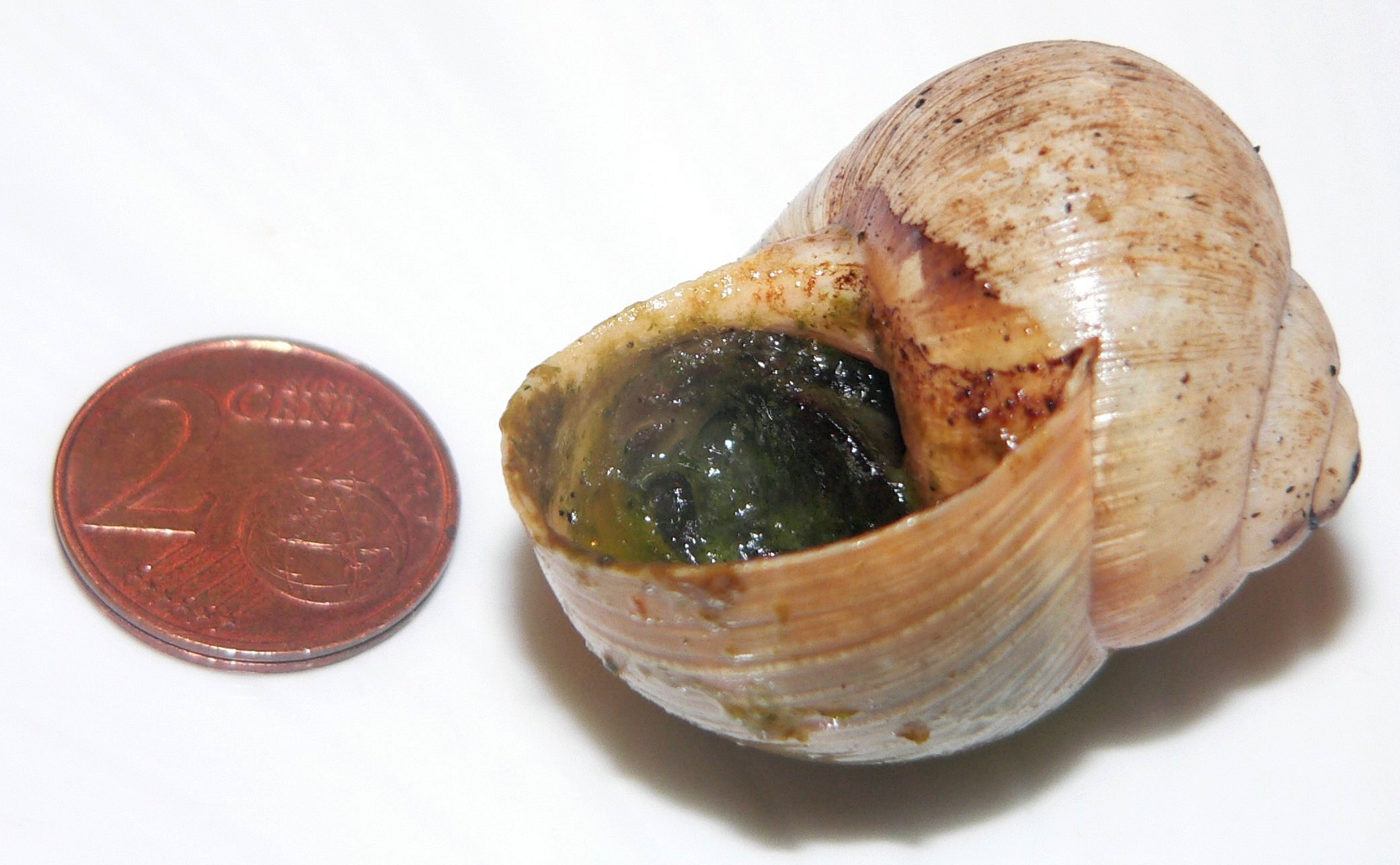
Ugotowany ślimak w muszli, z boku 2-centowa moneta dla ukazania skali

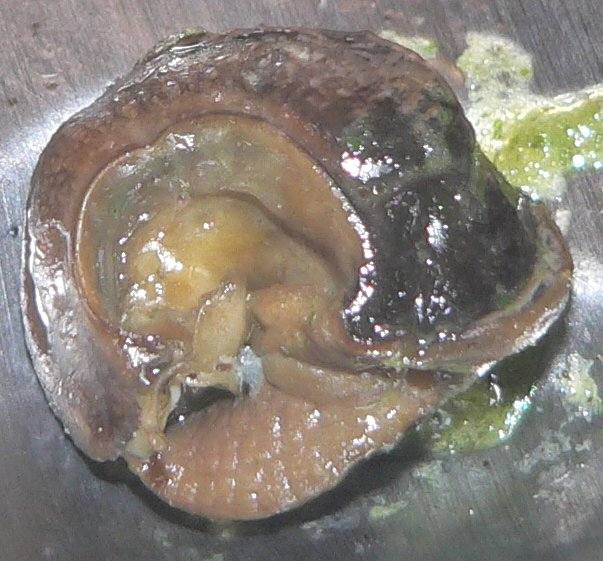
Ugotowany ślimak z masłem, pietruszką i czosnkiem

Ślimaki lądowe w kuchni – ślimaki lądowe stanowią od tysięcy lat formę pożywienia dla ludzi, świadczą o tym wykopaliska archeologiczne związane z kulturą mezolityczną dokonane na terenie dzisiejszej Algierii i Tunezji. Dowody kulinarnego zastosowania ślimaków, czyli osmolone skorupy odnaleziono także w innych stanowiskach archeologicznych regionu śródziemnomorskiego sprzed od 12000 do 6000 lat.
Walory smakowe ślimaków winniczków ceniono w starożytnym Rzymie. Przypisywano mu także właściwości lecznicze oraz uważano, że działa jak afrodyzjak. Starożytni Rzymianie zabrali ze sobą winniczki jako pokarm na Wyspy Brytyjskie, gdzie do tej pory nazywa się go „ślimakiem rzymskim”, czyli Roman snail.
W Europie ślimaki jadalne są aktualnie popularne we Francji, gdzie uchodzą za przysmak oraz w Belgii, Holandii, Portugalii i Hiszpanii. Ślimaki są znane również m.in. w kuchni japońskiej oraz kuchni chińskiej, a także na kontynencie afrykańskim w Nigerii i Południowej Afryce.
Ślimaki przeznaczone do konsumpcji pochodzą prawie wyłącznie z hodowli. Hoduje się zwłaszcza dwa gatunki – wciąż zbieranego w Polsce ślimaka winniczka (Helix pomatia) oraz gatunek Helix aspersa. Mięso ślimaków hodowlanych jest delikatniejsze w smaku i bardziej kruche.
Ślimaki mogą być przyrządzane poprzez gotowanie, pieczenie na ruszcie lub duszenie w sosie. W kuchni francuskiej gotowane ślimaki podawane są zazwyczaj jako przystawka.
Niedogotowane, dziko żyjące ślimaki mogą przenosić pasożyty wywołujące rzadkie rodzaje zapalenia opon mózgowo-rdzeniowych.
Dziko żyjące ślimaki można znaleźć w wielu miejscach, niektórych gatunków nie można jednak zbierać z powodu ochrony prawnej.
Polska jest eksporterem winniczków. Rozporządzeniem Ministra Ochrony Środowiska, Zasobów Naturalnych i Leśnictwa z dnia 6 stycznia 1995 uznano winniczki za gatunek chroniony. Zezwolono jedynie na zbiór osobników o średnicy muszli powyżej 30mm, w okresie od 1 do 31 maja, na obszarach wyznaczonych przez wojewodę.

## Gatunki jadalne
W celach konsumpcyjnych stosuje się głównie ślimaki z rodzaju Helix:
- Helix pomatia – ślimak winniczek, używa się osobników dorosłych o wielkości 40 do 55 mm i wadze od 25 do 45 g;
- Helix aspersa aspersa – znany także jako europejski ślimak brązowy, w kuchni używa się osobników dorosłych o wymiarach od 28 do 35 mm i wadze od 7 do 15 g, występuje w śródziemnomorskich regionach Europy, Afryce Północnej i zachodniej Francji;
- Helix aspersa maxima – zwany potocznie Gros Gris, o wymiarach od 40 do 45 mm i przeciętnej wadze od 20 do 30 g, występuje przeważnie w Afryce Północnej.

W kuchniach pozaeuropejskich spożywa się również gatunki ślimaków spoza Europy i Afryki Północnej, np. Lissachatina fulica – duży ślimak pochodzący z Afryki Wschodniej.
W kuchniach azjatyckich stosowane są różne gatunki ślimaków.

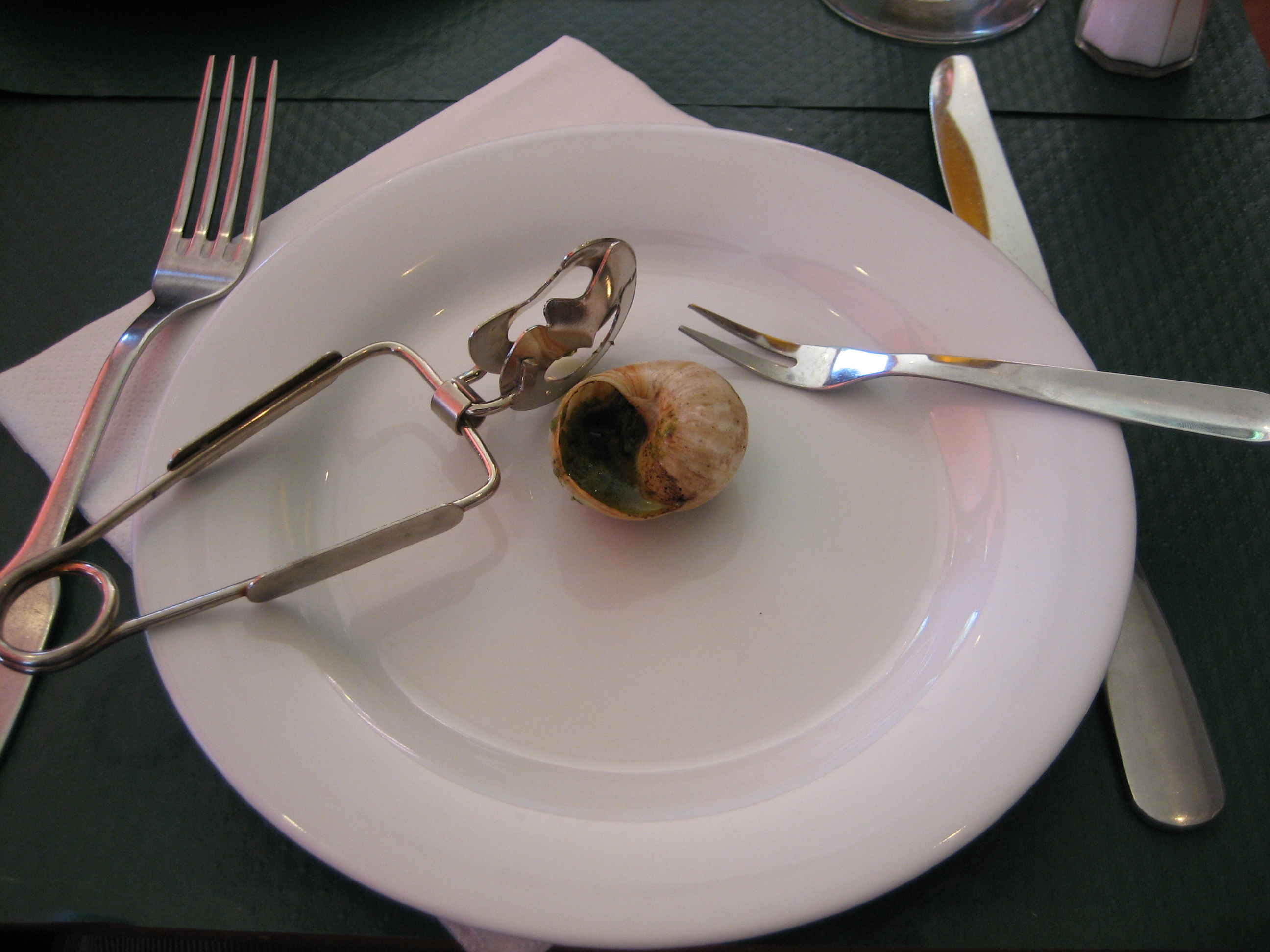
Szczypczyki i widelczyk potrzebne do konsumpcji ślimaków ugotowanych w muszelkach

Ślimaki jadalne dostępne na rynku pochodzą przeważnie z farm hodowlanych, gdzie spędzają cały okres życia i są karmione specjalną mączką. W biologicznych hodowlach ślimaków nie stosuje się chemicznych środków ochrony roślin.
Okazy konsumpcyjne są zbierane i poddawane ‘czyszczeniu’, co polega na trzymaniu ich przez określony czas w skrzynkach z solą. Toksyczne środowisko powoduje skurcze przewodu pokarmowego, który oczyszcza się w ten sposób z kału i resztek niestrawionego pokarmu. Świeże, 'czyste; i gotowe do dalszego przyrządzania ślimaki w stanie spoczynku, tzn. zamknięte w muszelkach, są pakowane w foliowe woreczki lub pudełeczka. Przechowywane w suchych warunkach, w temperaturze 8 °C ślimaki zachowują przez 2 tygodnie przydatność do spożycia.
W handlu są też dostępne puszkowane jadalne części ślimaków, czyli bez muszelek.

## Wartość odżywcza
Ślimaki charakteryzują się stosunkowo dużą zawartością dobrej jakości białka (15%), przy jednoczesnej niskiej zawartości tłuszczu (2,4%), przy czym 75% stanowią nienasycone kwasy tłuszczowe: kwas linolowy i kwas linolenowy. Największą część stanowi woda (80%). Chude mięso ślimaków zawiera też sporo wapnia, potasu, magnezu, miedzi, cynku i selenu.
Wartość energetyczna 100 gramów ślimaków (bez muszelek) wynosi 90 kcal (377 kJ). Mięso ślimaków jest wskazane w zaleceniu diety wysokoproteinowej, niskotłuszczowej i niskoenergetycznej.

## Potrawy ze ślimaków lądowych

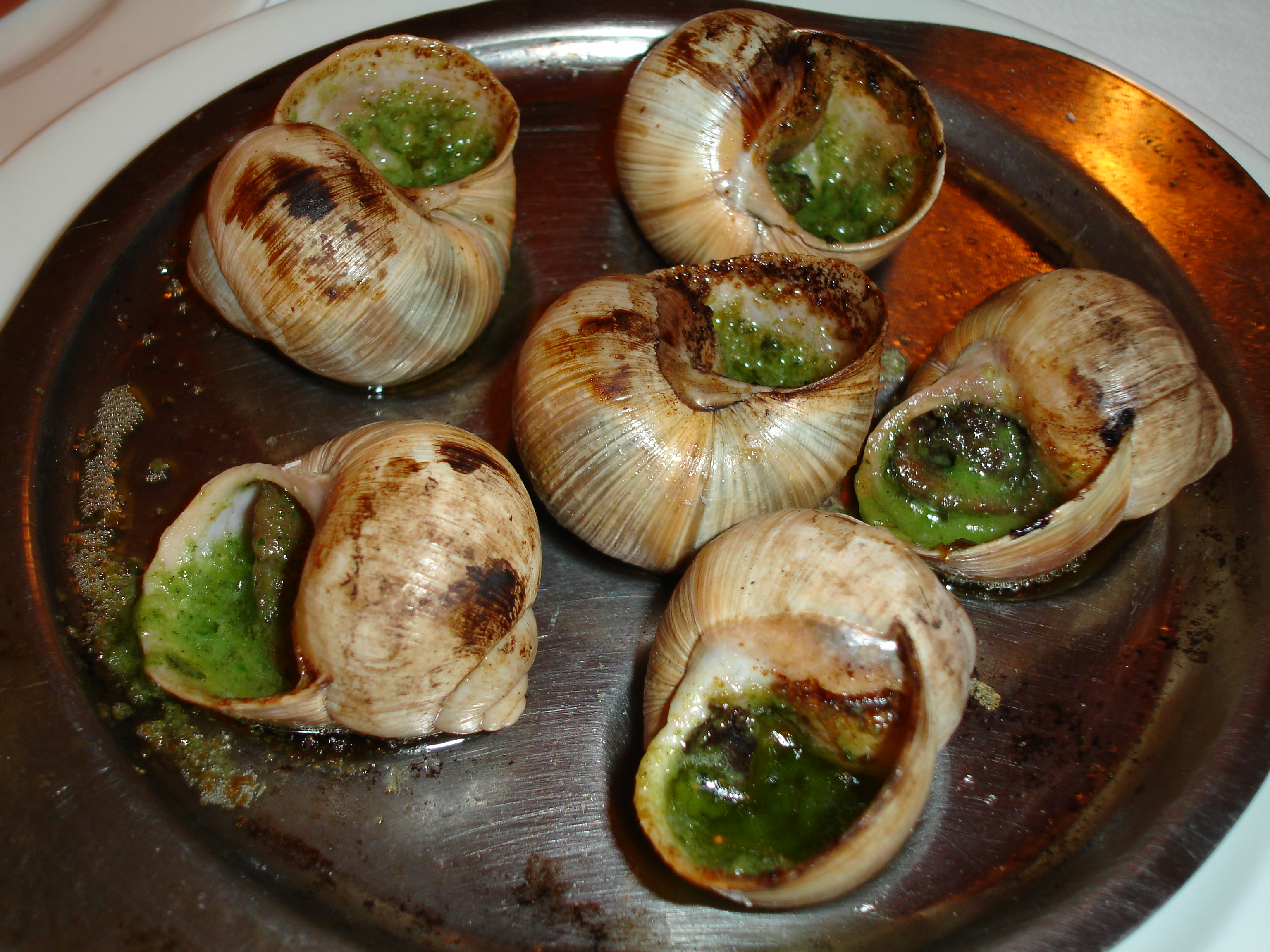
Ślimaki po burgundzku

Ślimaki są podawane jako przystawka, głównie w kuchni francuskiej. W wielu krajach termin escargot, oznaczający w języku francuskim ślimaka, rezerwuje się dla ślimaków przyrządzanych według oryginalnych francuskich przepisów, zwłaszcza dla ślimaków po burgundzku escargots à la Bourguignonne, tj. w muszli z dodatkiem masła i pietruszki lub czosnku.
W kuchni portugalskiej (z wyjątkiem północnych regionów kraju) ślimaki pod nazwą caracóis stanowią jednogarnkową potrawę z kombinacją różnych dodatków – białego wina, czosnku, papryki piri-piri, oregano, kolendry, pietruszki, a czasem kiełbasy chouriço, serwowaną w tradycyjnych, tanich gospodach. Większe ślimaki, nazywane caracoletas, są podawane z rusztu, z sosem maślanym. Inną potrawą przyrządzoną ze ślimaków jest feijoada de caracóis. W Portugalii spożywa się około 4000 ton ślimaków rocznie.
W tradycyjnej kuchni hiszpańskiej małe i średnie ślimaki pod nazwą caracoles podaje się przeważnie z pikantnym sosem lub w zupie, zaś duże w potrawach, tj. arroz con conejo y caracoles (przygotowywany jak paella ryż ze ślimakami i mięsem królika), która jest popularna w lądowych regionach południowo-wschodniej Hiszpanii. Stosowane są następujące gatunki ślimaków: Helix aspersa, Helix punctata (obecnie Otala punctata), Helix pisana i Helix alonensis.
Potrawy ze ślimaków są spożywane także w Katalonii, gdzie znane są jako caragols lub cargols. W mieście Lleida odbywa się corocznie w maju regionalne święto „Aplec del cargol” przyciągające ok. 200 tysięcy uczestników.
W kuchni greckiej ślimaki są serwowane przede wszystkim na Krecie, choć spożywa się je także w innych częściach kraju. Ślimaki są gotowane w wodzie z dodatkiem octu winnego lub z pomidorami, ziemniakami i kabaczkami. Tradycyjna potrawa kreteńska to χοχλιοί μπουμπουριστοί, czyli ślimaki smażone na oliwie z cytryną.
Ślimaki są składnikiem w daniach sycylijskich. W języku sycylijskim są nazywane babbaluci. Ślimaki gotuje się w osolonej wodzie, a następnie podaje z sosem pomidorowym lub oliwą, czosnkiem i pietruszką. Potrawy ze ślimakami są serwowane również w innych regionach Włoch, zwłaszcza na Sardynii.
Ślimaki są spożywane na Malcie, gdzie nazywane są bebbux.
W Afryce Zachodniej, zwłaszcza w Ghanie, jadane są wielkie ślimaki z gatunku Achatina achatina, uznawane za przysmak.
W kuchni polskiej ślimaki występowały przynajmniej od XVI w. jako import włoski. Spożywane były rzadko, a ich konsumpcja spotykała się z krytyką, czego świadectwo znajdujemy w utworach Mikołaja Reja i Jana Kochanowskiego. Winniczki (a być może także ślimaki żółte) hodowali w Polsce franciszkanie i dominikanie, stanowiły danie postne. Od XVII w. stały się popularne na stołach arystokracji, przede wszystkim w wersji francuskiej. Potrawy ze ślimaków cechował charakterystyczny dla kuchni staropolskiej nadmiar pikantnych przypraw. Jędrzej Kitowicz w Opisie obyczajów za panowania Augusta III napisał, że:

Nie ustępując nasi Polacy w niczym Włochom i Francuzom, nawykli powoli, a dalej w najlepsze specjały obrócili owady i obrzezki, którymi się ojcowie ich jak jaką nieczystością brzydzili. Jedli żaby, żółwie, ostrzygł, ślimaki, granele, to jest jądrka młodym jagniętom i ciotkom wyrzynane, grzebienie kurze i nóżki kuropatwie (same paluszki nad świecą woskową przypiekane), w których sama tylko imaginacja jakiegoś smaku dodawała, sałaty, ogórki, musztardy i inne surowizny, które dawano do stołu do sztuki mięsa i pieczeniów. Te nie należały do kuchni, ale do kredensu, i stawiano to na stole razem z serwisem.

## Przyrządzanie ślimaków lądowych
Świeże ślimaki należy poddać wstępnej obróbce, która polega na gotowaniu przez 5 minut w wodzie z 5% zawartością octu.
W ten sposób ślimaki zostają oddzielone od muszelek. Następnie ślimaki odcedza się na durszlaku i po ochłodzeniu wyjmuje się je małym widelczykiem z muszelek.
Z kolei ślimaki (już bez muszelek) gotuje się ponownie w bulionie, aż do uzyskania odpowiedniego stopnia miękkości.
Po tych zabiegach ślimaki poddaje się dalszej obróbce kulinarnej.